# مينغان (كيبك)
مينغان (بالإنجليزية: Mingan, Quebec)‏ هي منطقة سكنية تقع في كندا في Côte-Nord. يقدر عدد سكانها بـ 407 نسمة ومساحتها 19.15 كم2 .